# Shime
Shime (志免町, Shime-machi) est un bourg du district de Kasuya, dans la préfecture de Fukuoka, au Japon.

## Géographie

### Démographie
Au 1er août 2014, la population de Shime s'élevait à 45 229 habitants répartis sur une superficie de 8,70 km2.